# Hotel Polonia Palace

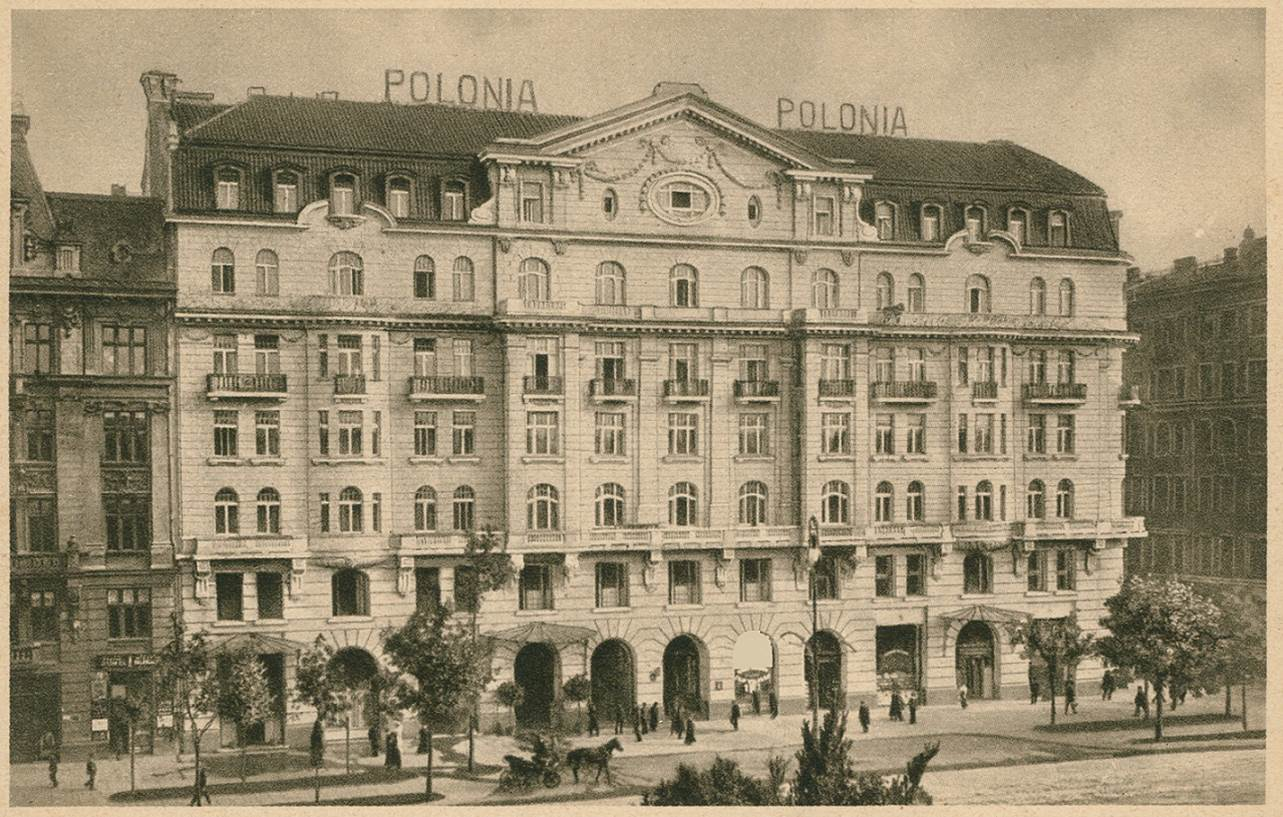
Hotel Polonia Palace przed 1939

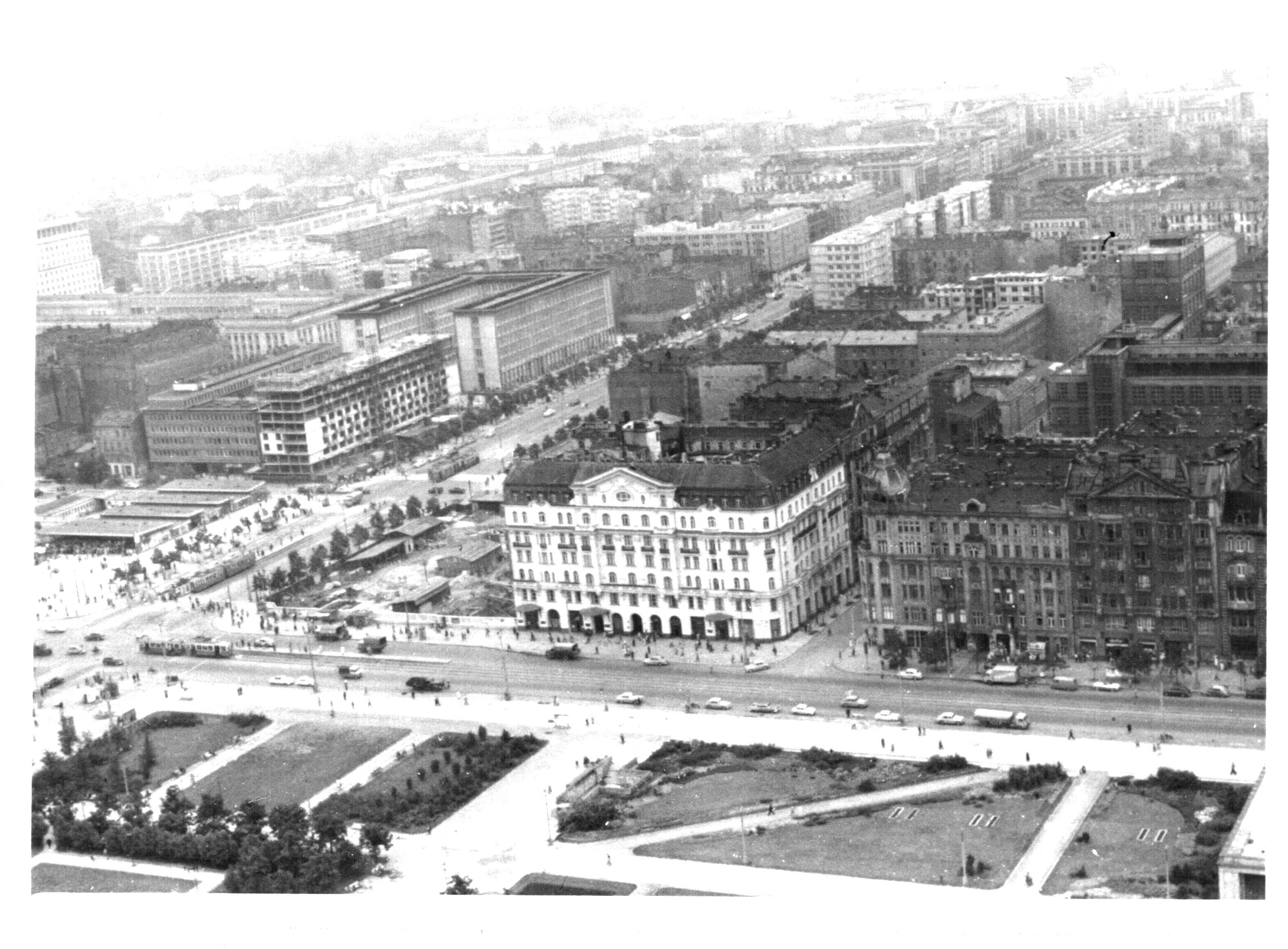
Hotel widziany z Pałacu Kultury i Nauki w latach 50.

Hotel Polonia Palace – czterogwiazdkowy hotel znajdujący się w Śródmieściu Warszawy w Al. Jerozolimskich 45 (wcześniej Al. Jerozolimskie 39) róg ulicy Poznańskiej.
Jest drugim – po hotelu Bristol – najstarszym hotelem działającym w stolicy. Wraz z hotelami Metropol i MDM należy do spółki Hotele Warszawskie Syrena.

## Opis
Należący do najstarszych w stolicy, Hotel Polonia Palace zainaugurował działalność 14 lipca 1913. Zainwestował w obiekt 1100 tys. rubli a potem zarządzał nim do 1939 – Konstanty hr. Przeździecki. Rodzina kierowała już wcześniej Hotelem Europejskim w Warszawie, zbudowanym przez dziada Aleksandra. Nazwa nie została wybrana przez przypadek – Polska była jeszcze wtedy pod zaborami, więc tak silny akcent patriotyczny w sercu stolicy Kraju Nadwiślańskiego pełnił rolę „ku pokrzepieniu serc”.
Projekt hotelu wyszedł z pracowni dwóch architektów: Józefa Holewińskiego i Juliusza Nagórskiego. Budowę wykonała firma inż. Stanisława Puka. Po wiedeńskim, secesyjnym Bristolu był to pierwszy budynek w Warszawie niemal „żywcem” przeniesiony z Paryża, począwszy od charakterystycznego, mansardowego dachu po ludwikowskie meble we francuskiej restauracji, którą obsługiwali kelnerzy znad Sekwany. Poza tym ten hotel oferował gościom takie nowości, jak ciepła i zimna woda oraz telefon we wszystkich 160 pokojach – choć tylko sześć apartamentów miało łazienki. Poza tym novum stanowiły: centralne ogrzewanie obejmujące też garaże (zamykane boksy na samochody), biurka z maszynami do pisania, ogniotrwały sejf i serwis auto-omnibusowy dowożący gości na wszystkie dworce. Na gości czekały ponadto: „kawiarnia z salonem damskim, fryzjerskie salony dla pań i panów, perfumerja z najmodniejszymi specyfikami, skład win wyborowych z piwnic własnych hotelów Europejskiego i Polonia, pralnia pośpieszna bez użycia chlorku” z nowoczesnym wyposażeniem sprowadzonym z zagranicy.
W 1924 dobudowano, kosztem garaży nową salę dancingową – powiększoną jeszcze na rok przed wojną, a jej kierownikiem artystycznym został znany i wielokrotnie nagradzany tancerz wiedeński Rolf Roy. Jednak najelegantszym pomieszczeniem pozostała, istniejąca od początku, sala balowa zdobiona marmurowymi kominkami. W niej właśnie odbywały się rauty i przyjęcia dla najznamienitszych gości. Mieli do Polonii najbliżej, gdyż Dworzec Kolei Warszawsko-Wiedeńskiej znajdował się dosłownie naprzeciwko. To na nim witano z honorami w 1929 najbardziej egzotycznego bodaj gościa hotelu, króla Afganistanu Amanullacha Chana, którego II Rzeczpospolita uhonorowała orderem Orła Białego.
Cztery lata wcześniej odbył się w Polonii bal autorów dramatycznych z udziałem Jana Lechonia, Stefana Żeromskiego, Ludwika Solskiego, Kornela Makuszyńskiego, Marii Pawlikowskiej, Józefa Węgrzyna i Tadeusza Boya-Żeleńskiego. Autor „Flirtu z Melpomeną” i „Piekła kobiet” tu właśnie świętował swój jubileusz, zorganizowany przez PEN-Club. Elitarne bankiety zaszczycał koncertami Jan Kiepura. Od debiutu hotelu aż do wybuchu II wojny światowej działał w nim Polski Klub Artystyczny organizujący wiele prestiżowych imprez, zaś od 1931 Niższa Szkoła Hotelarska, założona przez Naczelną Organizację Polskiego Przemysłu Hotelarskiego – też zresztą z siedzibą w Polonii. Była ona ulubionym miejscem spotkań czy noclegów dyplomacji i ziemiaństwa, świętującego tu hucznie karnawał zimowy i „zielony”.
W czasie wojny w Polonii stacjonowali niemieccy oficerowie, zaś w powstaniu warszawskim hotel pełnił rolę szpitala i bazy zaopatrzeniowej dla powstańców i ludności walczącej stolicy, która korzystała z jego dobrze zaopatrzonych magazynów żywności.
Personel, wywieziony wcześniej do obozu przejściowego w Pruszkowie, wrócił do stolicy i zabezpieczył budynek, który jako jeden z niewielu w tej części miasta przetrwał w bardzo dobrym stanie. Wznowił działalność jako pierwszy hotel w Warszawie 26 kwietnia 1945. W nim we wrześniu 1945 zatrzymał się generał Dwight Eisenhower, witany przez tysiące rozentuzjazmowanych warszawiaków. Przez pierwsze lata powojenne w Polonii mieściły się ambasady i konsulaty obcych państw, mieszkali tam również m.in. zagraniczni dziennikarze. W kwietniu 1946 Polski Czerwony Krzyż zorganizował pierwszy w powojennej Warszawie pokaz mody.
Podczas Zjazdu Zjednoczeniowego PPR i PPS 15 grudnia 1948, po którym powstała Polska Zjednoczona Partia Robotnicza, w hotelu zamieszkiwali delegaci partyjni; oszklenie okien wykonała w tym czasie Huta Szkła w Jaśle. Od 1953 natomiast hotel „żywił demoludy”, obsługując obowiązkowo bankiety dla dyplomacji bloku wschodniego zarówno „u siebie” jak i innych lokalach stolicy – np. przyjęcie na cześć pierwszego premiera Chińskiej Republiki Ludowej, Zhou Enlaia na 800 osób w Teatrze Wielkim. Na stoły wjeżdżały dzieła sztuki kulinarnej – żywe obrazy z pasztetów i wędlin, tworzących zaprzęg z karetą i szóstką koni oraz płonące lody w kształcie łodzi z bateryjką i lampką w środku. Ich autorami byli jeszcze przedwojenni pracownicy Bristolu. Małą rewolucję zgotował w hotelowym życiu V Międzynarodowy Konkurs Chopinowski. Na potrzeby mieszkających w nim uczestników całe VI piętro opróżniono z mebli, wstawiając tam kilkanaście fortepianów. Ćwiczył na nich polonezy i mazurki Adam Harasiewicz.
W latach 50. w hotelu mieściło się Centralne Biuro Zakwaterowań, które wydawało skierowania umożliwiające otrzymanie noclegu w hotelach na terenie Warszawy. Przez długie lata po wojnie najbliższe okolice hotelu, w szczególności odcinek Alej Jerozolimskich od ul. Pankiewicza do Marszałkowskiej, był miejscem pracy dużej liczby prostytutek.
W 1965 do Polonii dobudowano nową bryłę hotelu Metropol, łącząc oba obiekty w jeden organizm.
Skucie oryginalnych sztukaterii, zastąpienie marmurów lastriko i inne zmiany wraz z całkowitą modernizacją Sali Ludwikowskiej – to tylko część niezrealizowanych pomysłów na kapitalny, powojenny remont Polonii. Choć zaplanowany za Gomułki, z powodów finansowych odbył się już w czasach Gierka, kiedy architektura już nie była tak zależna od dyktatu partii. Udało się więc ocalić przedwojenny charakter hotelu. W odnowionych salach urządzano kongresy techników, hutników, związków zawodowych, targi książki, a księga gości pęczniała od wpisów piłkarzy reprezentacji narodowej ze Zbigniewem Bońkiem, Grzegorzem Latą i Janem Tomaszewskim na czele oraz artystów z najpopularniejszych zespołów „Skaldowie”, „Czerwone Gitary” czy Poznańskich Słowików. Tu świętowano otwarcie pierwszej firmy polonijnej w Warszawie. Od 1974 hotel, wraz z sąsiednim Metropolem, znalazł się pod zarządem powołanego przez prezydenta miasta Warszawskiego Przedsiębiorstwa Turystycznego „Syrena”. Nazwa spółki zarządzającej dziś zarówno hotelem Polonia, jak Metropol i MDM, Hotele Warszawskie Syrena nawiązuje do tamtej tradycji. A także do najlepszych wzorców przedwojennych, oferując, po ostatnich remontach – generalnym (2001–2004) i częściowym w 2010 – odrestaurowane i jednocześnie funkcjonalne dzięki wprowadzonym nowoczesnym rozwiązaniom, wnętrza. W 2012 budynek został zreprywatyzowany.
Hotel dysponuje 206 pokojami oraz liczącym 115 m² Apartamentem Angielskim. Gościom oferuje dania kuchni polskiej i fusion. Znajduje się tutaj klub fitness i gabinet masażu, osiem sal konferencyjnych oraz sala balowa „Ludwikowska”. Wnętrza Hotelu Polonia Palace można oglądać dzięki aplikacji Google Street View.

### Misje dyplomatyczne i urzędy konsularne mieszczące się w hotelu (1945–1951)
Gmach przetrwał wojnę i „Polonia” wznowiła działalność już 13 kwietnia 1945. Ówcześnie był to najlepszy hotel w stolicy, mieściło się w nim wiele przedstawicielstw dyplomatycznych, m.in.

- Republika Argentyny (1947-1948)
- Republika Austrii (1946-1951)
- Królestwo Belgii (1945-1951)
- Ludowa Bułgarska Republika (1946-1948)
- Republika Czechosłowacji (1945-1946)
- Królestwo Danii (1946-1950)
- Królestwo Egiptu (1946-1951)
- Republika Finlandii (1946-1948)
- Królestwo Niderlandów (1946-1948)
- Wielkie Księstwo Luksemburg (1946-1949)
- Meksykańskie Stany Zjednoczone (1946-1947)
- Królestwo Norwegii (1946-1947)
- Rumunia (3 nazwy państwa w tym czasie) (1946-1950)
- Ambasada Stanów Zjednoczonych (1946-1948)
- Królestwo Szwecji (1945)
- Republika Turecka ([1945]1947-1949)
- Republika Węgierska (1947-1949)
- Zjednoczone Królestwo Wielkiej Brytanii i Irlandii Północnej (1946)
- Królestwo Włoch (1946)
- UNRRA
- Międzynarodowy Czerwony Krzyż

## Galeria

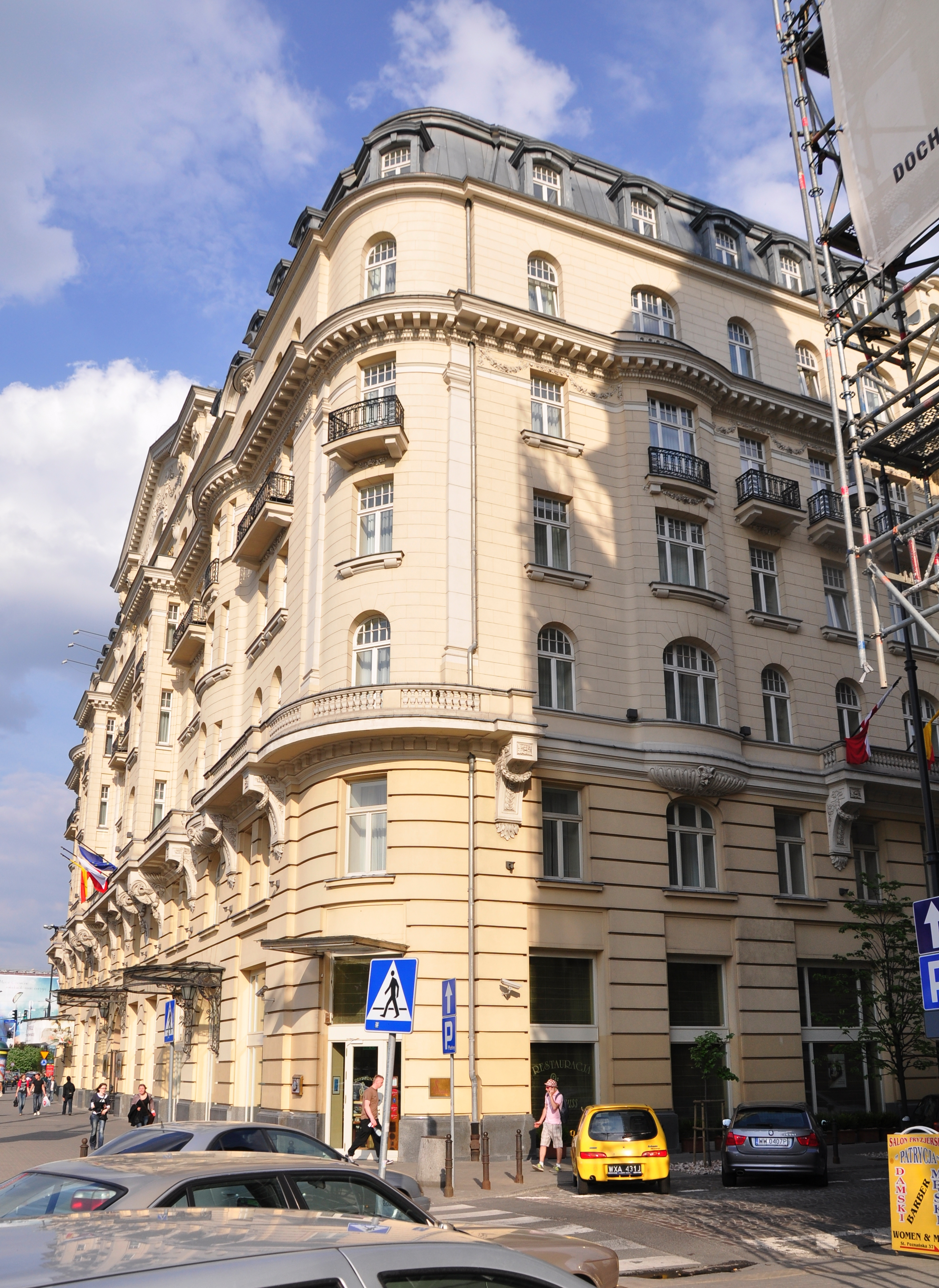
Fasada
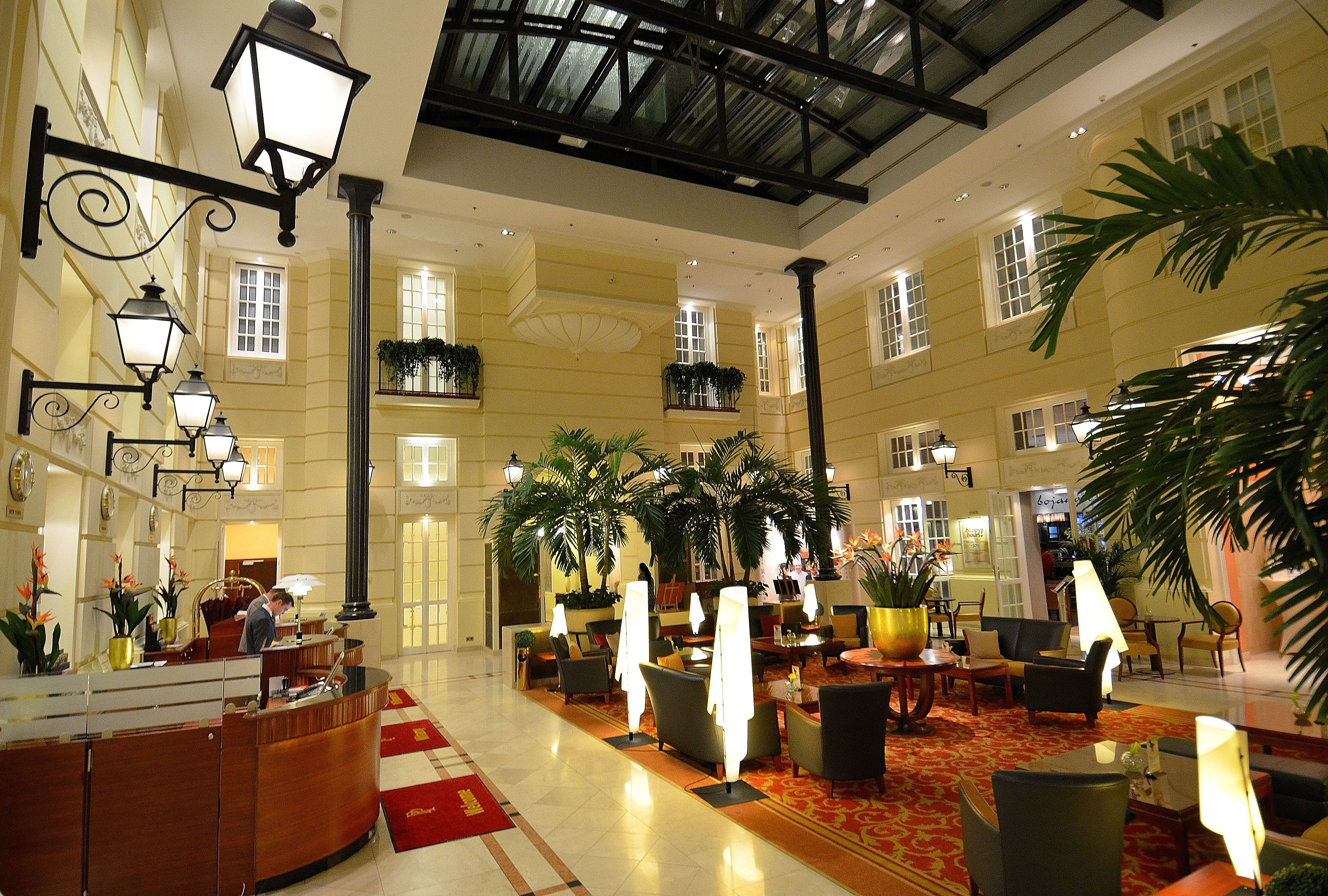
Lobby hotelu
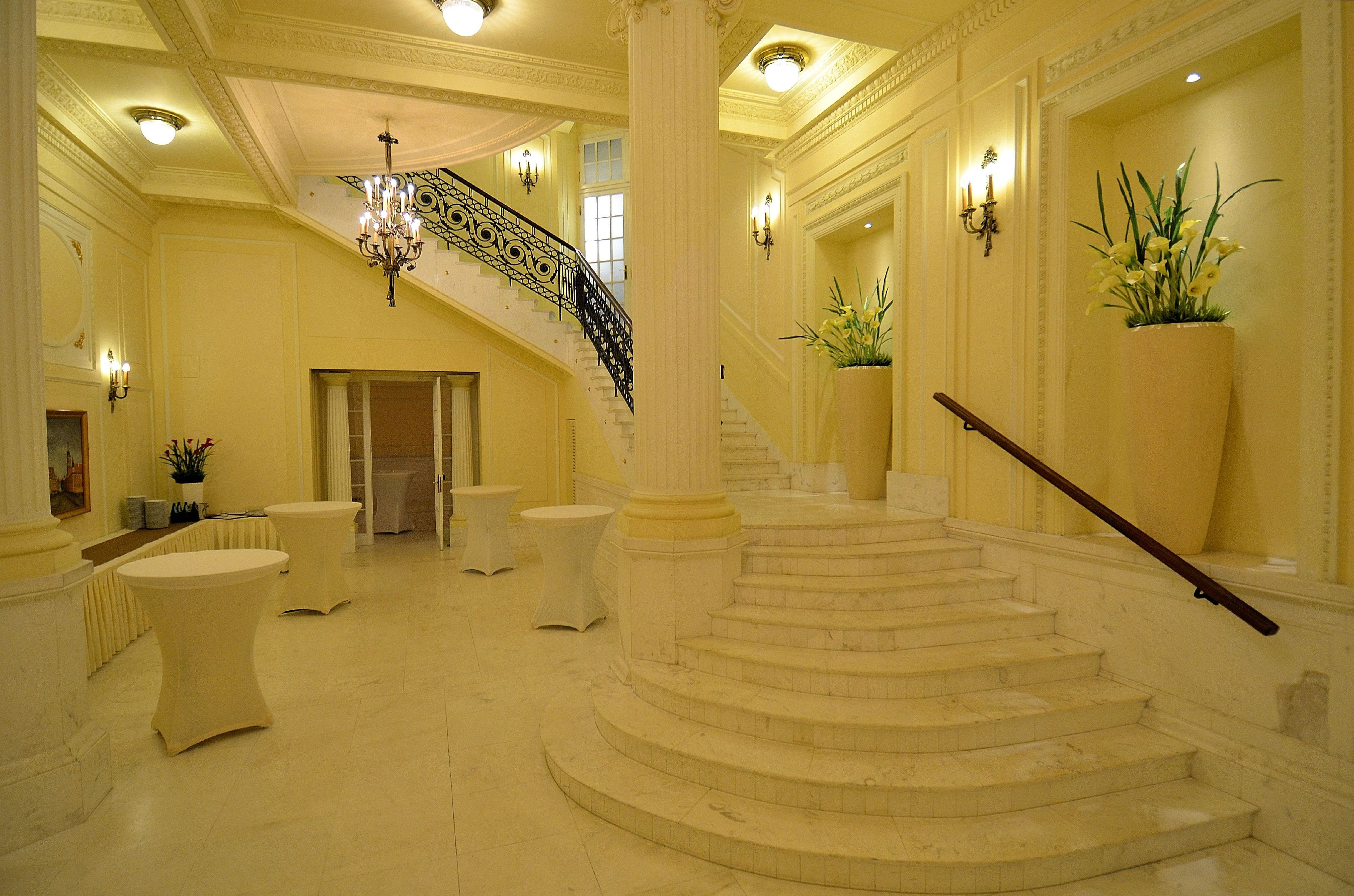
Foyer sali Ludwikowskiej
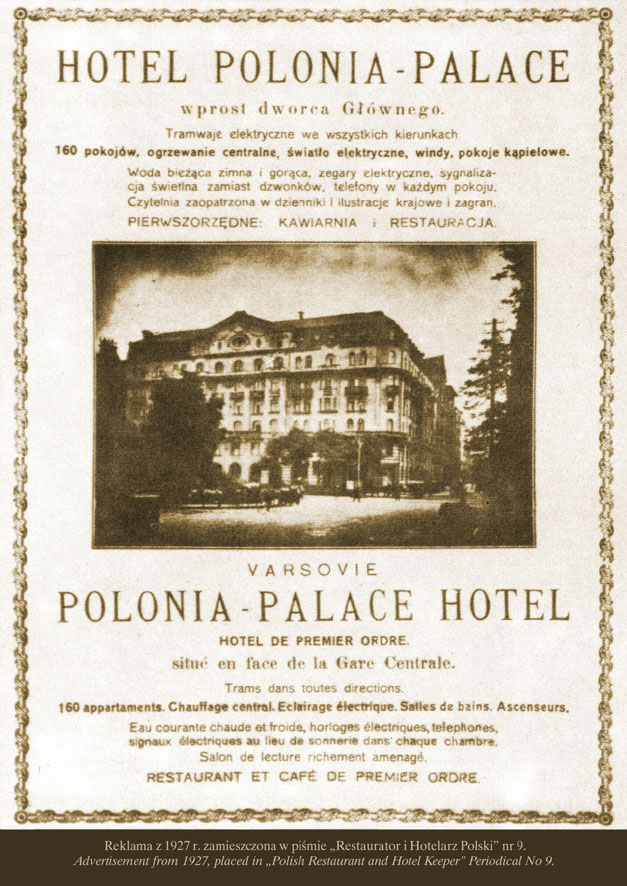
Reklama z 1927
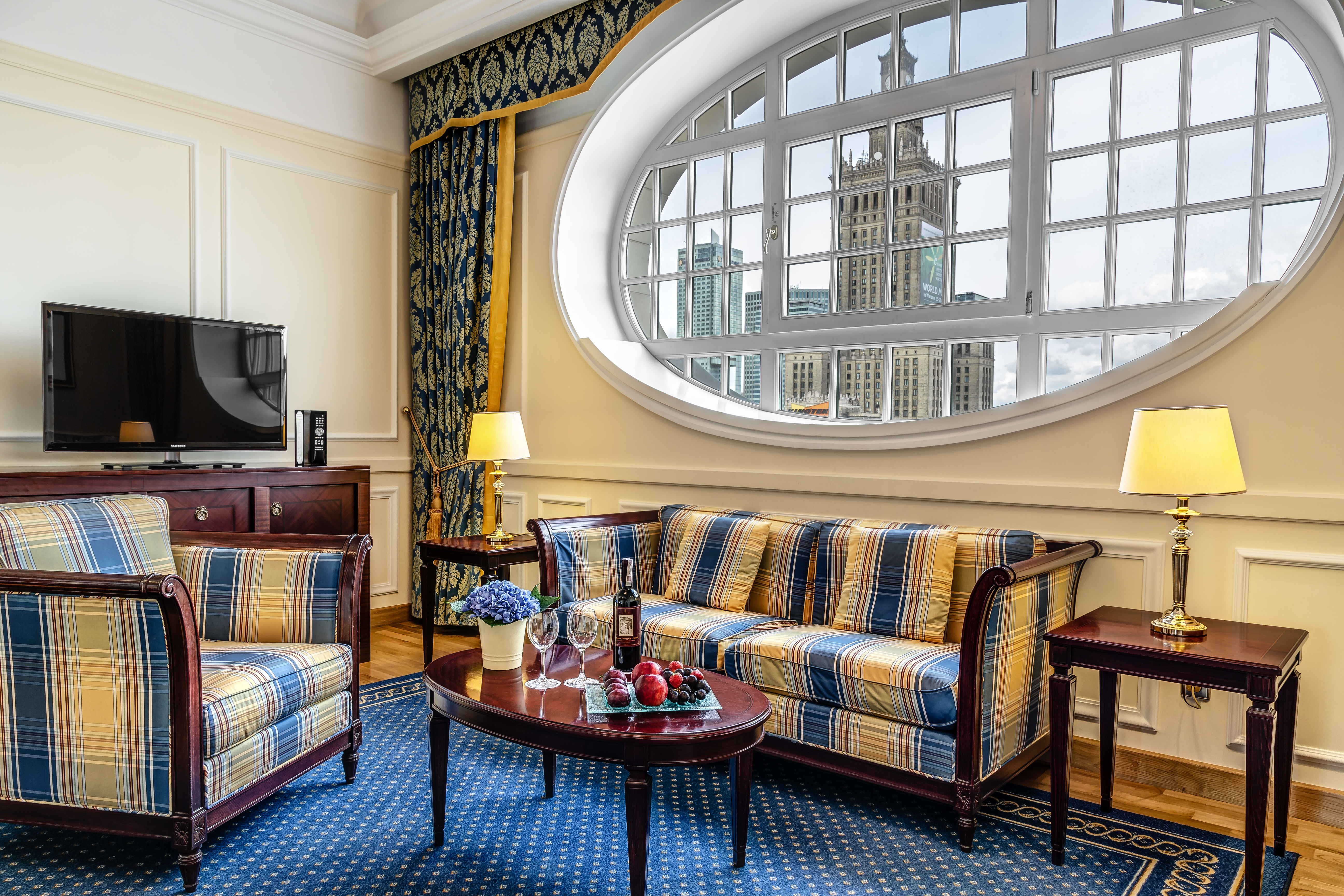
Apartament Angielski
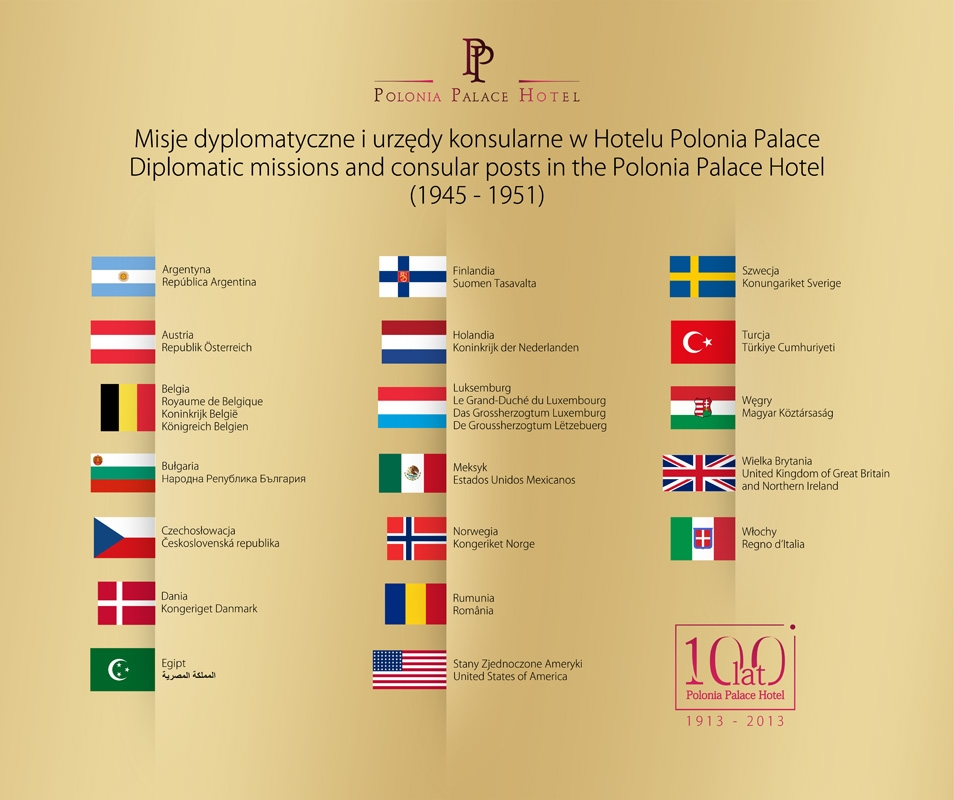
Tablica pamiątkowa w foyer sali Ludwikowskiej upamiętniająca mieszczące się w hotelu po II wojnie światowej placówki dyplomatyczne